# Utës Sojuz-28
Koordinaten: 79° 34′ S, 160° 0′ O
Die Utës Sojuz-28 (Transliteration von russisch Утёс Союз-28 Utjos Sojus-28, deutsch ‚Sojus-28-Klippe‘) ist ein Kliff an Hillary-Küste in der antarktischen Ross Dependency. Es ragt unmittelbar westlich des Kap Murray an der Einmündung des Carlyon-Gletschers in die Westflanke des Ross-Schelfeises auf.
Russische Wissenschaftler benannten es. Namensgeber ist die sowjetische Raummission Sojus 28 im Jahr 1978.